# Bart Dhondt
Bart Dhondt (ur. 15 kwietnia 1984 w Ostenda) – belgijski (flamadzkojęzyczny) polityk i samorządowiec, od 2024 przewodniczący Groen.

## Życiorys
W 2006 ukończył ekonomię na Uniwersytecie Gandawskim, po czym przez pół roku odbywał staż w Indiach. W 2008 został absolwentem studiów podyplomowych ze stosunków międzynarodowych na Université libre de Bruxelles. Zaangażował się w działalność polityczną w ramach Groen, był szefem młodzieżówki Jong Groen (2010–2012) i współprzewodniczącym partii w Regionie Stołecznym Brukseli (2014–2016). Pracował jako doradca lokalnego sekretarza stanu Bruno De Lille’a i frakcji Groen-Ecolo w federalnym parlamencie oraz jako koordynator w federalnym urzędzie ds. finansów. Zasiadał w radzie dyrektorów lokalnej agencji ds. inwestycji impuls.brussels, a od 2017 do 2018 był dyrektorem finansowym w urzędzie miasta Watermael-Boitsfort. W 2012 po raz pierwszy wybrany do rady miejskiej Brukseli. Od 2018 do 2024 zasiadał w miejskiej egzekutywiejako schepen odpowiedzialny za mobilność i prace publiczne. W grudniu 2024 wygrał wewnętrzne wybory na przewodniczącego Groen, zastępując kolektywne kierownictwo Nadii Naji i Jeremie Vaneeckhouta.